# Haarlemmerbuurt
Le Haarlemmerbuurt est un quartier situé au nord de l'arrondissement Centrum d'Amsterdam. Il est délimité le Brouwersgracht au sud, le Singelgracht à l'ouest et le Singel à l'est. Au nord, il est séparé de l'IJ par la ligne de chemin de fer qui relie la gare centrale d'Amsterdam à celle de Sloterdijk, et dessert des liaisons nationales et internationales. Les rues commerçantes de Haarlemmerdijk et Haarlemmerstraat en constituent les deux artères principales. La place de Haarlemmerplein, et l'une des anciennes portes de la ville, la Haarlemmerpoort se trouvent à l'est du quartier. Ce dernier a été rajouté aux limites de la ville dans le cadre du Le « Troisième plan d'expansion » (Derde uitleg), mis en place entre 1613 et 1625.